# 身延山地
身延山地（みのぶさんち）は、山梨県南西部と静岡県北部にまたがる山地。広い意味での赤石山脈(赤石山系)に属するが、赤石山脈に身延山地を含めない場合もある。東側には富士川を隔てて天子山地がある。
一般的には、早川の谷から南側、富士川右岸の山地をさすと考えられるが、早川の谷の北側に連なる巨摩山地を含める場合もあり、また安倍川右岸の山を含むのか否かなど、境界ははっきりしない点もある。

## 自治体
- 山梨県
  - 南巨摩郡早川町
  - 南巨摩郡身延町
  - 南巨摩郡南部町
- 静岡県
  - 静岡市清水区
  - 静岡市葵区

## 主な山々

### 山梨県内にある山々
- 身延山 1,153m
- 七面山 1,989m
- 鷹取山 1,036m
- 篠井山 1,394m

### 山梨県と静岡県に跨る山々
- 山伏 2,014m
- 十枚山 1,726m

### 静岡県内にある山々
- 真富士山 1,343m
- 竜爪山 1,051m